# Jacques Girault
Pour les articles homonymes, voir Girault.
Ne pas confondre avec Jacques de Mahieu, pseudonyme de Jacques Girault.
Jacques Girault, né le 3 août 1939 à La Seyne-sur-Mer, est un historien français, spécialisé dans l'étude du mouvement ouvrier et du mouvement social.

## Biographie
Professeur d'histoire-géographie dans l'enseignement technique, agrégé d'histoire en 1966, enseignant au Lycée Lakanal de Sceaux (Hauts-de-Seine), il intègre l'enseignement supérieur en 1969 à l'Université Paris I Panthéon-Sorbonne. Il soutient en 1990 sous la direction de Maurice Agulhon une thèse sur Le Var et le socialisme (1920-1935) et devient professeur à l'Université Paris 13 Nord en 1992. Il en est professeur émérite en 2013. Militant du Parti communiste français, il a été conseiller municipal de Châtenay-Malabry entre 1977 et 1983.
Spécialiste de l'étude du mouvement ouvrier, il s'est intéressé tout d'abord à l'étude de la réception de la Commune en province: à Bordeaux. Il s'oriente ensuite vers des recherches sur l'implantation locale du parti communiste avant la Seconde Guerre mondiale. Intervenant dans le réseau des historiens communistes, il participe en 1980 à l'édition critique du Congrès de Tours de 1920 et à l'histoire universitaire du PCF. "Cheville ouvrière" du Centre de recherches d'Histoire des mouvements sociaux et du syndicalisme de 1977 à 1992, puis d'un institut d'histoire sur le syndicalisme enseignant, il collabore à la revue Le Mouvement social et au Dictionnaire biographique du mouvement ouvrier français (Le Maitron). Il a dirigé de nombreuses publications réalisées à partir de séminaires d'études universitaires sur le mouvement ouvrier, le socialisme et le communisme.
 Il est l'auteur d'une des rares biographies consacrées à un dirigeant majeur du mouvement syndical français, en l'occurrence Benoît Frachon.

## Publications

### Ouvrages
- Paul Lafargue, œuvres choisies (introduction et notes), Éditions sociales, Les Classiques du peuple, Paris, 1970
- La Commune et Bordeaux (1870-1871), contribution à l'étude du mouvement ouvrier et de l'idéologie républicaine en province au moment de la Commune de Paris, éditions sociales, 1971 (reéd. 2009, éditions Fanlac)
- Sur l'implantation du Parti communiste français dans l'entre deux-guerres, éditions sociales, 1977[2]
- (avec Jean Charles, Jean-Louis Robert, Danielle Tartakowsky, Claude Willard) Le Congrès de Tours, éditions sociales, 1980
- (contribution) Le PCF étapes et problèmes, 1920-1972, éditions sociales, 1981[3]
- Benoît Frachon communiste et syndicaliste, Presses de la fondation nationale des sciences politiques, Paris, 1990.  (ISBN 2-7246-0563-2)
- Le Var rouge. Les varois et le socialisme  depuis la fin de la première guerre mondiale jusqu'au milieu des années 1930, Publications de la Sorbonne, Paris, 1995
- Instituteurs, professeurs. Une culture syndicale dans la société française (fin XIXe – XXe siècle), Publications de la Sorbonne, 1996
- Au devant du bonheur. Les français et le front populaire, CIDE, 2005.  (ISBN 2-9525036-0-5)

### Direction d'ouvrage
- Ouvriers en banlieue XIXe – XXe siècle, Éditions de l'Atelier, Paris, 1998[4].  (ISBN 2-7082-3369-6)
- L'implantation du socialisme en France au XXe siècle. Parti, réseaux, mobilisations, Publications de la Sorbonne, 2001
- Des communistes en France (années 1920-années 1960), Publication de la Sorbonne, 2002[5].  (ISBN 2-85944-446-7)
- Les enseignants dans la société française au XXe siècle. Itinéraires, enjeux, engagements, Publication de la Sorbonne, 2004